# Edpercivalia banksiensis
Edpercivalia banksiensis är en nattsländeart som först beskrevs av Mcfarlane 1939.  Edpercivalia banksiensis ingår i släktet Edpercivalia och familjen Hydrobiosidae. Inga underarter finns listade i Catalogue of Life.